# 旧軽井沢駅
旧軽井沢駅（きゅうかるいざわえき）は、かつて長野県北佐久郡軽井沢町にあった草軽電気鉄道の駅（廃駅）である。
当駅は初代と、旧道駅（きゅうどうえき）より改称した2代目が存在していた。なお、初代と後に2代目となる旧道駅は、一時期に200mの距離で同時営業していた。

## 歴史

### 初代
- 1915年（大正4年）7月22日：新軽井沢 - 小瀬（後の小瀬温泉）間開業に伴い、草津軽便鉄道の駅として開業[3][4]。
- 1924年（大正13年）2月15日：草津電気鉄道に社名変更。同社の駅となる。
- 時期不詳（昭和12年頃?）：廃止により廃駅となる[2]。

### 2代目
- 1932年（昭和7年）6月3日：草津電気鉄道の旧道駅として開業[4]。
- 時期不詳：旧道駅から旧軽井沢駅（2代目）に改称する[2]。
- 1939年（昭和14年）4月28日：草軽電気鉄道に社名変更。同社の駅となる。
- 1960年（昭和35年）4月25日：新軽井沢 - 上州三原間廃止により廃駅となる。

## 駅周辺
2代目駅があった駅前は、旧軽井沢ロータリーとなっている。
- 長野県道133号旧軽井沢軽井沢停車場線（三笠通り）
- 旧軽井沢メインストリート

## 駅跡
2代目駅の跡地は、お土産店である草軽交通駅舎旧軽井沢となっている。

## 隣の駅
草軽電気鉄道
草軽電気鉄道線
新軽井沢駅 - 旧軽井沢駅 - 三笠駅